# Championnat du Portugal de basket-ball
Le championnat du Portugal de basket-ball (en portugais : Liga Portuguesa de Basquetebol ou LPB), également nommé Tauron Basket Liga en raison de son sponsor, est une compétition de basket-ball qui représente au Portugal le sommet de la hiérarchie du basket-ball. La seconde division portugaise est la Proliga. Le championnat du Portugal de basket-ball existe depuis 1932.

## Historique
Entre les saisons 1965–1966 et 1973–1974, le champion est déterminé à l'issue d'un tournoi entre le vainqueur du championnat métropolitain, représentant le Portugal et les champions des colonies portugaises, le Mozambique et l'Angola. 
Depuis la saison 2008-2009, cette compétition est de nouveau organisée par la Fédération portugaise de basket-ball à cause de la faillite de la LCB, qui était une ligue professionnelle, après des problèmes financiers. La ligue est désormais semi-professionnelle.

## Palmarès
- 1932/33: Conimbricense
- 1933/34: União de Lisboa
- 1934/35: Carnide
- 1935/36: Carnide (2)
- 1936/37: Carnide (3)
- 1937/38: Carnide (4)
- 1938/39: CF Os Belenenses
- 1939/40: SL Benfica
- 1940/41: Carnide (5)
- 1941/42: Vasco da Gama AC
- 1942/43: Carnide (6)
- 1943/44: Carnide (7)
- 1944/45: CF Os Belenenses (2)
- 1945/46: SL Benfica (2)
- 1946/47: SL Benfica (3)
- 1947/48: Vasco da Gama AC (2)
- 1948/49: Académica de Coimbra
- 1949/50: Académica de Coimbra (2)
- 1950/51: Vasco da Gama AC (3)
- 1951/52: FC Porto
- 1952/53: FC Porto (2)
- 1953/54: Sporting CP
- 1954/55: Académica de Coimbra (3)
- 1955/56: Sporting CP (2)
- 1956/57: FC Barreirense
- 1957/58: FC Barreirense (2)
- 1958/59: Académica de Coimbra (4)
- 1959/60: Sporting CP (3)
- 1960/61: SL Benfica (4)
- 1961/62: SL Benfica (5)
- 1962/63: SL Benfica (6)
- 1963/64: SL Benfica (7)
- 1964/65: SL Benfica (8)
- 1965/66: Non disputé
- 1966/67: Benfica de Luanda (ANG)
- 1967/68: SC Lourenço Marques (MOZ)
- 1968/69: Sporting CP (4)
- 1969/70: SL Benfica (9)
- 1970/71: SC Lourenço Marques (MOZ) (2)
- 1971/72: FC Porto (3)
- 1972/73: SC Lourenço Marques (MOZ) (3)
- 1973/74: Malhangalene (MOZ)
- 1974/75: SL Benfica (10)
- 1975/76: Sporting CP (5)
- 1976/77: Ginásio Figueirense
- 1977/78: Sporting CP (6)
- 1978/79: FC Porto (4)
- 1979/80: FC Porto (5)
- 1980/81: Sporting CP (7)
- 1981/82: Sporting CP (8)
- 1982/83: FC Porto (6)
- 1983/84: CA Queluz
- 1984/85: SL Benfica (11)
- 1985/86: SL Benfica (12)
- 1986/87: SL Benfica (13)
- 1987/88: AD Ovarense
- 1988/89: SL Benfica (14)
- 1989/90: SL Benfica (15)
- 1990/91: SL Benfica (16)
- 1991/92: SL Benfica (17)
- 1992/93: SL Benfica (18)
- 1993/94: SL Benfica (19)
- 1994/95: SL Benfica (20)

## Palmarès de la Liga de Clubes de Basquetebol (ligue professionnelle (1995 à 2008)
| Saison    |                       | Finale | Finale         | Finale |
| Saison    | Champion              | Score  | Finaliste      |        |
| 1995-1996 | FC Porto (7e)         | 3-1    | SL Benfica     |        |
| 1996-1997 | FC Porto (8e)         | 3-1    | Oliveirense    |        |
| 1997-1998 | Estrelas da Avenida   | 3-2    | AD Ovarense    |        |
| 1998-1999 | FC Porto (9e)         | 3-1    | Illiabum       |        |
| 1999-2000 | AD Ovarense (2e)      | 3-0    | FC Porto       |        |
| 2000-2001 | Portugal Telecom      | 3-1    | Oliveirense    |        |
| 2001-2002 | Portugal Telecom (2e) | 3-0    | Oliveirense    |        |
| 2002-2003 | Portugal Telecom (3e) | 3-2    | Oliveirense    |        |
| 2003-2004 | FC Porto (10e)        | 3-1    | CA Queluz      |        |
| 2004-2005 | CA Queluz (2e)        | 3-0    | AD Ovarense    |        |
| 2005-2006 | AD Ovarense (3e)      | 3-0    | Casino Ginásio |        |
| 2006-2007 | AD Ovarense (4e)      | 3-2    | FC Porto       |        |
| 2007-2008 | AD Ovarense (5e)      | 4-3    | FC Porto       |        |

## Palmarès de la Liga Portuguesa de Basquetebol (ligue semi-professionnelle)
| Saison    |                                                 | Finale | Finale               | Finale |
| Saison    | Champion                                        | Score  | Finaliste            |        |
| 2008-2009 | SL Benfica (21e)                                | 4-0    | AD Ovarense          |        |
| 2009-2010 | SL Benfica (22e)                                | 4-1    | FC Porto             |        |
| 2010-2011 | FC Porto (11e)                                  | 4-3    | SL Benfica           |        |
| 2011-2012 | SL Benfica (23e)                                | 3-2    | FC Porto             |        |
| 2012-2013 | SL Benfica (24e)                                | 3-1    | Académica de Coimbra |        |
| 2013-2014 | SL Benfica (25e)                                | 3-0    | Vitória de Guimarães |        |
| 2014-2015 | SL Benfica (26e)                                | 3-0    | Vitória de Guimarães |        |
| 2015-2016 | FC Porto (12e)                                  | 3-1    | SL Benfica           |        |
| 2016-2017 | SL Benfica (27e)                                | 3-0    | FC Porto             |        |
| 2017-2018 | Oliveirense (1er)                               | 3-0    | FC Porto             |        |
| 2018-2019 | Oliveirense (2e)                                | 3-1    | SL Benfica           |        |
| 2019-2020 | Non attribué pour cause de Pandémie de Covid-19 |        |                      |        |
| 2020-2021 | Sporting CP (9e)                                | 3-2    | FC Porto             |        |
| 2021-2022 | SL Benfica (28e)                                | 3-1    | FC Porto             |        |
| 2022-2023 | SL Benfica (29e)                                | 3-1    | Sporting CP          |        |
| 2023-2024 | SL Benfica (30e)                                | 3-0    | FC Porto             |        |
| 2024-2025 | SL Benfica (31e)                                | 3-1    | FC Porto             |        |

## Bilan par club
| Club                      | Titres | Années |
| ------------------------- | ------ | --- |
| SL Benfica                | 31     | 1939/40, 1945/46, 1946/47, 1960/61, 1961/62, 1962/63, 1963/64, 1964/65, 1969/70, 1974/75, 1984/85, 1985/86, 1986/87, 1988/89, 1989/90, 1990/91, 1991/92, 1934/93, 1993/94, 1994/95, 2008/09, 2009/10, 2011/12, 2012/13, 2013/14, 2014/15, 2016/17, 2021/22, 2022/23, 2023/24, 2024/25 |
| FC Porto                  | 12     | 1951/52, 1952/53, 1971/72, 1978/79, 1979/80, 1982/83, 1995/96, 1996/97, 1998/99, 2003/04, 2010/11, 2015/16 |
| Sporting CP               | 09     | 1953/54, 1955/56, 1959/60, 1968/69, 1975/76, 1977/78, 1980/81, 1981/82, 2020/21 |
| Carnide                   | 07     | 1934/35, 1937/36, 1936/37, 1937/38, 1940/41, 1942/43, 1943/44 |
| AD Ovarense               | 05     | 1987/88, 1999/00, 2005/06, 2006/07, 2007/08 |
| Académica de Coimbra      | 04     | 1948/49, 1949/50, 1954/55, 1958/59 |
| Vasco da Gama             | 03     | 1941/42, 1947/48, 1950/51 |
| SC Lourenço Marques (MOZ) | 03     | 1967/68, 1970/71, 1972/73 |
| Portugal Telecom          | 03     | 2000/01, 2001/02, 2002/03 |
| CF Os Belenenses          | 02     | 1938/39, 1944/45 |
| FC Barreirense            | 02     | 1956/57, 1957/58 |
| CA Queluz                 | 02     | 1983/84, 2004/05 |
| Oliveirense               | 02     | 2017/18, 2018/19 |
| Conimbricense             | 01     | 1932/33 |
| União de Lisboa           | 01     | 1933/34 |
| Benfica de Luanda (ANG)   | 01     | 1966/67 |
| Malhangalene (MOZ)        | 01     | 1973/74 |
| Ginásio CF                | 01     | 1976/77 |
| Estrelas da Avenida       | 01     | 1997/98 |